# Nagroda Abela
Nagroda Abela (Nagroda Abla) – nagroda przyznawana w dziedzinie matematyki przez króla Norwegii. Pod wieloma względami stanowi matematyczny odpowiednik Nagrody Nobla.

## Fundacja
Nagroda Abela została ustanowiona przez norweski rząd w 2002 roku, w dwusetną rocznicę urodzin matematyka Nielsa Henrika Abela. 23 listopada 2001 roku premier Norwegii, Jens Stoltenberg, ogłosił na Uniwersytecie w Oslo, że rząd przeznaczył 200 milionów koron norweskich (około 25 milionów dolarów) na Fundację Abela, mającą wypłacać nagrody. Wartość Nagrody Abela wynosi obecnie 980 000 dolarów.

## Nagroda Abela a Medal Fieldsa
Nagroda Abela w zamyśle ma niwelować braki Medalu Fieldsa – jak dotąd najbardziej prestiżowej nagrody matematycznej – które nie pozwalają mu stać się pełnym odpowiednikiem Nagrody Nobla, a mianowicie:
- Nagroda Abela przyznawana jest co roku (Medal Fieldsa co 4 lata),
- nie istnieje ograniczenie wiekowe dla laureatów (Medal Fieldsa mogą otrzymać tylko matematycy mający mniej niż 40 lat),
- wreszcie idąca za nagrodą gratyfikacja finansowa jest porównywalna z nagrodą noblowską (w przypadku Medalu Fieldsa jest ona znacznie niższa, gdyż wynosi 15 000 dolarów).

## Laureaci
Kandydatury do Nagrody Abela może zgłosić praktycznie każdy, nie można jednak zgłosić się samemu. Laureatów wybiera pięcioosobowy komitet powoływany na okres dwuletni przez Norweską Akademię Nauk w porozumieniu z Międzynarodową Unią Matematyczną (IMU). Nazwisko laureata ogłaszane jest corocznie na przełomie marca i kwietnia. Możliwe jest przyznanie nagrody więcej niż jednej osobie, jednak tylko wtedy, gdy prowadziły one badania w tej samej dziedzinie.
| Rok  | Laureat                                | Instytucja                                                                  | Uzasadnienie |
| ---- | -------------------------------------- | --------------------------------------------------------------------------- | --- |
| 2003 | Jean-Pierre Serre                      | Kolegium Francuskie                                                         | za osiągnięcia w dziedzinie topologii, geometrii algebraicznej oraz teorii liczb |
| 2004 | Michael Atiyah Isadore Singer          | Uniwersytet Edynburski Instytut Techniczny Massachusetts                    | za odkrycie i udowodnienie twierdzenia o indeksie, a także za osiągnięcia w łączeniu topologii, geometrii i analizy oraz wybitną rolę w budowaniu nowych mostów między matematyką a fizyką teoretyczną |
| 2005 | Peter Lax                              | Instytut Nauk Matematycznych im. Richarda Couranta (Uniwersytet Nowojorski) | za wkład w teorię i zastosowanie równań różniczkowych cząstkowych oraz sposobów ich rozwiązywania |
| 2006 | Lennart Carleson                       | Królewski Instytut Techniczny                                               | za wkład w analizę harmoniczną i teorię gładkich systemów dynamicznych |
| 2007 | S.R. Srinivasa Varadhan                | Instytut Nauk Matematycznych im. Richarda Couranta (Uniwersytet Nowojorski) | za wkład do teorii prawdopodobieństwa, w szczególności za stworzenie jednolitej teorii dużych odchyleń                                                                                                 |
| 2008 | John Griggs Thompson Jacques Tits      | Uniwersytet Florydy Kolegium Francuskie                                     | za głębokie osiągnięcia w algebrze, a szczególnie za stworzenie nowoczesnej teorii grup |
| 2009 | Michaił Gromow                         | Instytut Wyższych Studiów Naukowych                                         | za rewolucyjny wkład w dziedzinie geometrii |
| 2010 | John Tate                              | Uniwersytet Teksański w Austin                                              | za wybitne osiągnięcia w dziedzinie teorii liczb |
| 2011 | John Milnor                            | Uniwersytet w Stony Brook                                                   | za pionierskie odkrycia w topologii, geometrii i algebrze |
| 2012 | Endre Szemerédi                        | Węgierska Akademia Nauk oraz Uniwersytet Rutgersa                           | za głęboki wkład w matematykę dyskretną i informatykę teoretyczną |
| 2013 | Pierre Deligne                         | Instytut Studiów Zaawansowanych                                             | za odegranie kluczowej roli w łączeniu geometrii algebraicznej z innymi dziedzinami matematyki |
| 2014 | Jakow Sinaj                            | Instytut Fizyki Teoretycznej im. Lwa Landaua oraz Uniwersytet Princeton     | za wkład w teorię systemów dynamicznych, teorię ergodyczną i fizykę matematyczną |
| 2015 | John Forbes Nash Louis Nirenberg       | Uniwersytet Princeton Instytut Nauk Matematycznych im. R.C. (UN)            | za wkład w teorię cząstkowych równań różniczkowych |
| 2016 | Andrew Wiles                           | Uniwersytet w Princeton                                                     | za udowodnienie wielkiego twierdzenia Fermata |
| 2017 | Yves Meyer                             | École normale supérieure Paris-Saclay                                       | za teorię falek |
| 2018 | Robert Langlands                       | Instytut Studiów Zaawansowanych                                             | za badania nad związkami między teorią liczb a teorią reprezentacji |
| 2019 | Karen Uhlenbeck                        | Uniwersytet Teksański w Austin                                              | za osiągnięcia w badaniach geometrycznych równań różniczkowych cząstkowych, cechowania i wkład w geometrię, analizę i fizykę matematyczną                                                              |
| 2020 | Gregory A. Margulis Hillel Furstenberg | Uniwersytet Yale Uniwersytet Hebrajski w Jerozolimie                        | za nowatorskie wykorzystanie metod teorii prawdopodobieństwa i dynamiki w teorii grup, teorii liczb i kombinatoryce                                                                                    |
| 2021 | László Lovász Awi Wigderson            | Uniwersytet Loránda Eötvösa Uniwersytet Princeton                           | za fundamentalny wkład w informatykę i matematykę dyskretną, dzięki czemu stały się one centralnymi dziedzinami współczesnej matematyki                                                                |
| 2022 | Dennis Sullivan                        | Graduate Center, CUNY Stony Brook University                                | za przełomowy wkład w szeroko pojętą topologię, a w szczególności jej aspekty algebraiczne, geometryczne i dynamiczne                                                                                  |
| 2023 | Luis Caffarelli                        | Uniwersytet Teksański w Austin                                              | za przełomowy wkład w teorię regularności nieliniowych równań różniczkowych cząstkowych, w szczególności zagadnienia ze swobodnym brzegiem i równanie Monge’a-Ampère’a                                 |
| 2024 | Michel Talagrand                       | Centre national de la recherche scientifique                                | za przełomowy wkład w teorię prawdopodobieństwa i analizę funkcjonalną z wyjątkowymi zastosowaniami w fizyce matematycznej i statystyce                                                                |
| 2025 | Masaki Kashiwara                       | Uniwersytet w Kioto                                                         | za fundamentalny wkład w analizę algebraiczną i teorię reprezentacji, w szczególności za rozwój teorii D-modułów i odkrycie baz krystalicznych                                                         |